# Jaime Servera
Jaime Servera (Alcira, c. 1650-Alcira, 21 de agosto de 1722) fue un filósofo católico español.

## Biografía
Sacerdote, nació en Alcira (Valencia) en la segunda mitad del siglo XVII. Buena parte de su formación la llevó a cabo en la Universidad de Valencia, en la que obtuvo los grados de maestro en artes (1680) y doctor en Sagrada Teología en 1684, y en donde posteriormente ocupó una cátedra de filosofía al menos por espacio de dos cursos. En 1706 consiguió por oposición la canonjía magistral de la catedral valenciana desde la que dio muestras de sus grandes dotes oratorias. Falleció en su ciudad natal el 21 de agosto de 1722.

## Obra
Jaime Servera forma parte de aquel grupo de autores que en torno a la Universidad de Valencia y en los albores del siglo xviii, se propusieron una renovación del pensamiento escolástico tradicional, que en el caso de nuestro autor era básicamente la filosofía jesuítica desarrollada por Francisco Suárez y Gabriel Vásquez y desde cuyas posiciones doctrinales no vaciló en atacar determinadas tesis tomistas. Pero, además, no ocultó su predilección por las nuevas corrientes ultrapirenaicas, especialmente por el pensamiento de Emmanuel Maignan que impregnó su propia obra de ese eclecticismo característico de los filósofos valencianos de su tiempo y que tendría su más alto exponente en Tomás Vicente Tosca.
Y así, mientras define la sustancia como "ens per se, quia est independens a subiecto" niega con el mínimo francés las formas sustanciales inmateriales independientes del sujeto que las sustenta. Rechaza también la distinción real de la cantidad respecto de la sustancia material; y al referirse al dogma de la Eucaristía no vacila en mantener el valor puramente intencional y subjetivo de las especies eucarísticas: "Cum Eucharistia sit Sacramentum absconditum, decrevit Deus, ut in ea manerent accidentia, quoad sensum, eodem modo, quo ante consecrationem"

## Obras
- Metaphysica-Logica seu Disputationes in Logicam et Metaphysicam juxta methodum Scholae Valentinae distributa. Valencia, Vicente Macé, 1693.
- Disputationes summulisticae, seu dialecticae institutiones, olim in diatriba valentina ad usum schola pertractatae. Valencia, Vicente Macé, 1697.